# Juke Blues
 Juke Blues  — британский музыкальный журнал, посвящённый традиционному афроамериканскому блюзу и джазу, соулу, госпелу и ритм-энд-блюзу. Журнал публикует статьи, интервью, новости и фотографии исполнителей, а также обзоры альбомов, книг и фестивалей. Был основан в Лондоне в 1985 году Джоном Бравеном, Безом Тернером и Силли Хаггинс, которая сейчас является главным редактором журнала. В 2004 году  Juke Blues  был занесён в Зал славы блюза.